# Gana
Republika Gana je obmorska država v Zahodni Afriki, ki na severu meji na Burkino Faso, na vzhodu na Togo, na jugu na Gvinejski zaliv ter na zahodu na Slonokoščeno obalo. Glavno mesto je Akra. Je druga najbolj naseljena država v Zahodni Afriki, takoj za Nigerijo.
Ima približno 31 milijonov prebivalcev, ki pripadajo množici etničnih, jezikovnih in verskih skupin. Velika večina je kristjanov, pomembnejši delež imajo še muslimani, pet odstotkov pa pripada tradicionalnim afriškim religijam.
Država ima demokratično ureditev na čelu s predsednikom, ki je tako državni poglavar kot tudi vodja vlade. Na račun vedno boljšega ekonomskega položaja in stabilne politike ima širši regionalni pomen. Je članica gibanja neuvrščenih, Afriške unije, Ekonomske skupnosti zahodnoafriških držav (ECOWAS), skupine G24 in Skupnosti narodov.